# Cisterne (Veere)

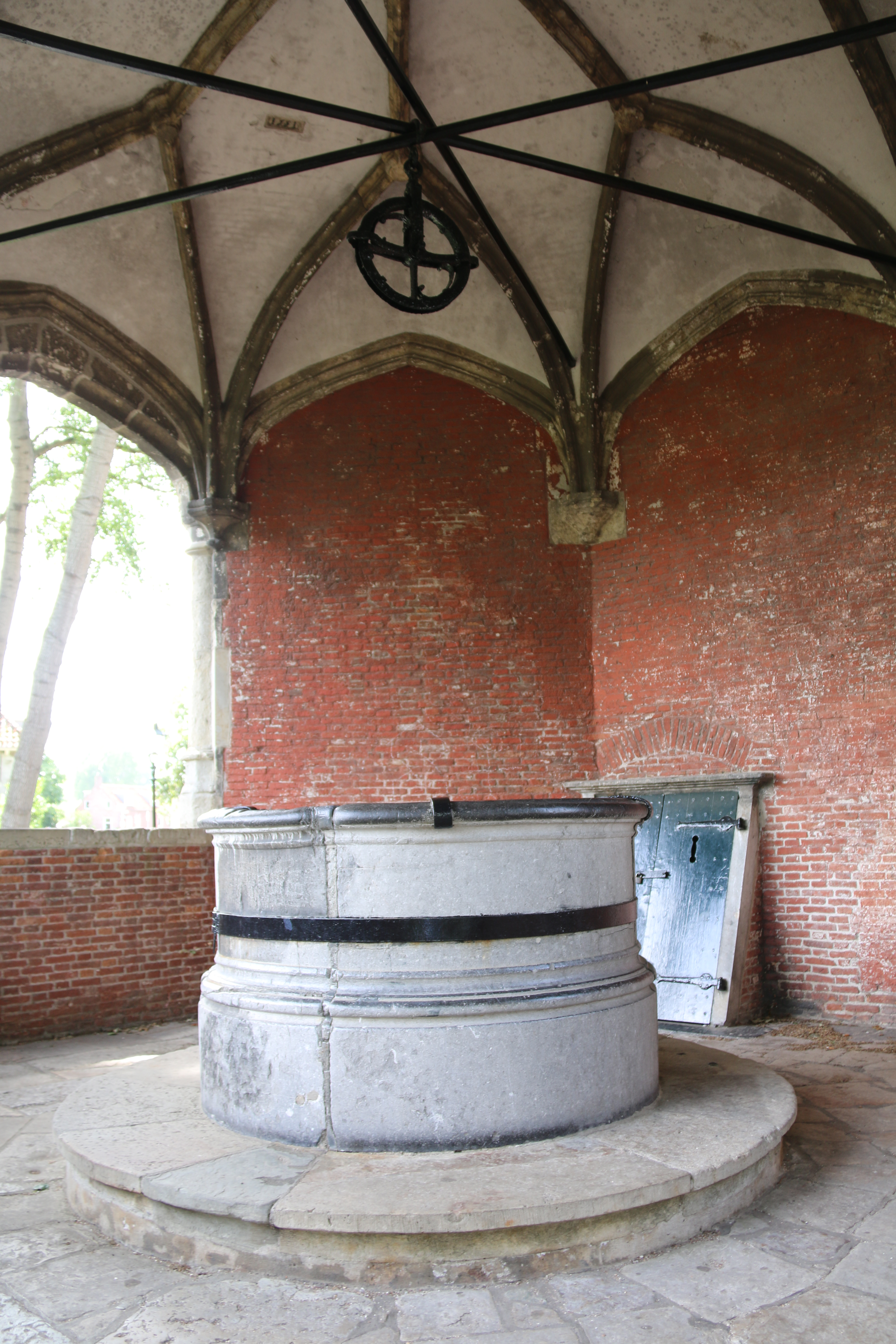
Cisterne, Veere

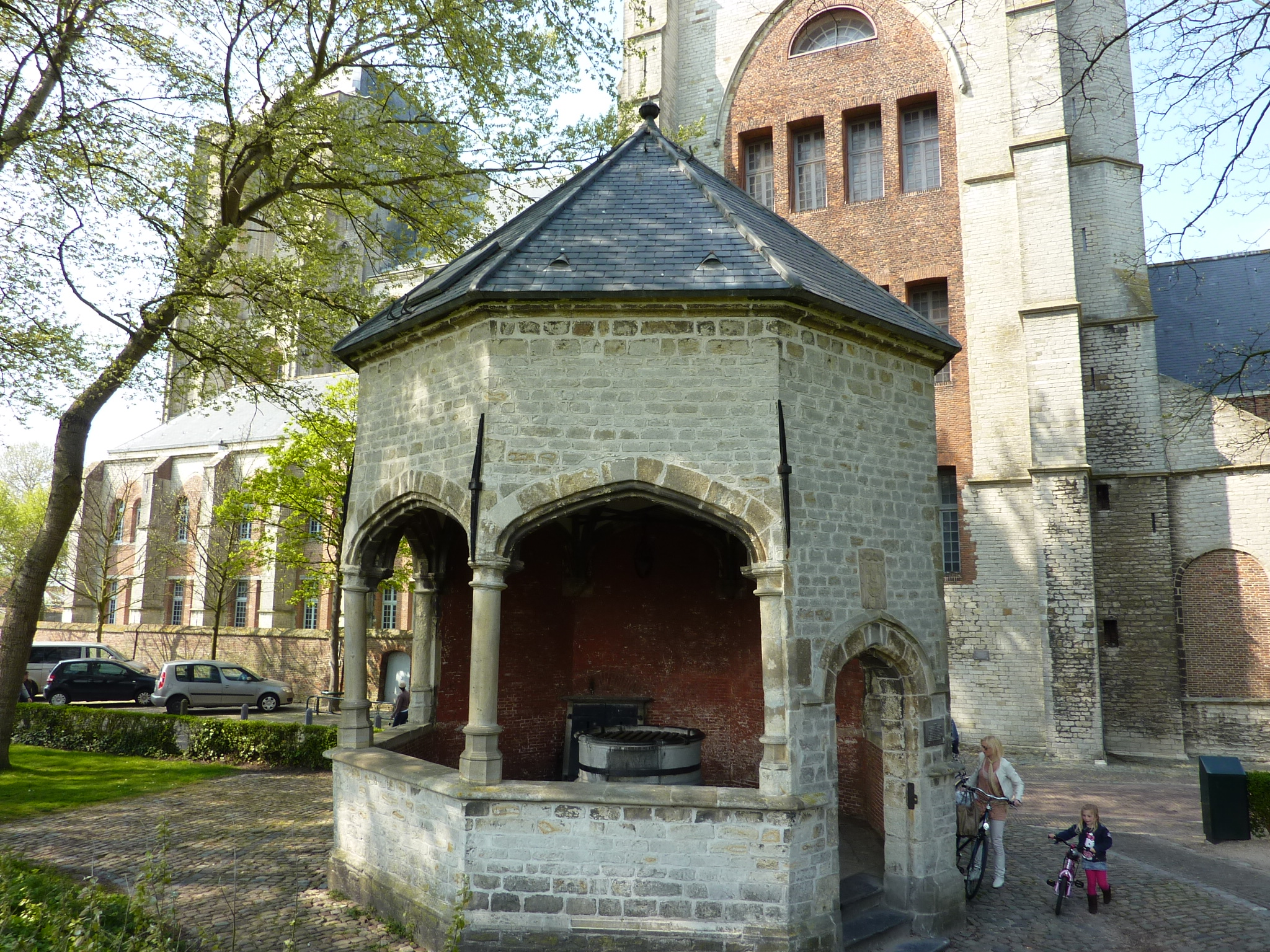
Cisternegebouw

De Cisterne is een historische regenput in het Zeeuwse Veere.
De waterput werd gebouwd in 1551 op last van Maximiliaan van Bourgondië. Maximiliaan had de handelaren in Schotse wol beloofd, dat hij in drinkwater en in spoelwater voor de wol zou voorzien. De put heeft een inhoud van 200 kubieke meter en vangt het regenwater op van het dak van de Grote Kerk. Het achthoekige cisternegebouw  heeft een straalgewelf en tudorbogen op slanke zuilen.